# 黄豆豆
黃豆豆（1977年2月27日—），浙江温州出身的男性舞蹈家、艺术总监，一級演員，中国共产党党员，上海市人民代表大会代表。

## 生平
黄豆豆畢業於上海市舞蹈学校及北京舞蹈學院，2001年獲委任為上海歌舞團的藝術總監，當時只有24歲。
2005年与上海話劇中心演員粟奕结婚。
2010年当选中国舞蹈家协会副主席。2020年当选中华全国青年联合会副主席。

## 獎項
- 上海市首屆「世紀杯」比賽第三名 (1992)
- 第十五屆「上海之春」優秀表演獎 (1993)
- 第四屆全國青少年「桃李杯」舞蹈比賽、古典舞金獎 (1994)
- 第三屆全國舞蹈（獨、雙、三）比賽古典舞金獎 (1995)
- 第十五屆「平壤國際藝術節」獨舞表演金獎 (1997)
- 上海寶鋼高雅藝術個人表演獎 (1997)
- 第五屆全國青少年「桃李杯」舞蹈比賽青年組金獎 (1997)

## 外部連結
- 上海文化名人 - 黃豆豆
- 黄豆豆的新浪微博